# Membrío
Membrío ist ein westspanischer Ort und eine Gemeinde (municipio) mit 572 Einwohnern (Stand: 2024) in der Provinz Cáceres in der Autonomen Region Extremadura im Südwesten Spaniens.

## Lage
Membrío liegt etwa 65 Kilometer (Fahrtstrecke) westnordwestlich der Provinzhauptstadt Cáceres in einer Höhe von ca. 335 m an der Grenze zu Portugal. Die Gemeindegrenze (und hier die Staatsgrenze) nach Norden wird durch den Tajo gebildet. Das Klima ist gemäßigt bis warm; Regen (601 mm/Jahr) fällt hauptsächlich im Winterhalbjahr.

## Bevölkerungsentwicklung
| Jahr      | 1970 | 1981 | 1991 | 2001 | 2011 | 2021 |
| Einwohner | 1832 | 1130 | 1013 | 848  | 745  | 592  |

Der deutliche Bevölkerungsrückgang seit den 1950er Jahren ist im Wesentlichen auf die Mechanisierung der Landwirtschaft sowie die Aufgabe bäuerlicher Kleinbetriebe („Höfesterben“) und den damit einhergehenden Verlust von Arbeitsplätzen zurückzuführen.

## Sehenswürdigkeiten

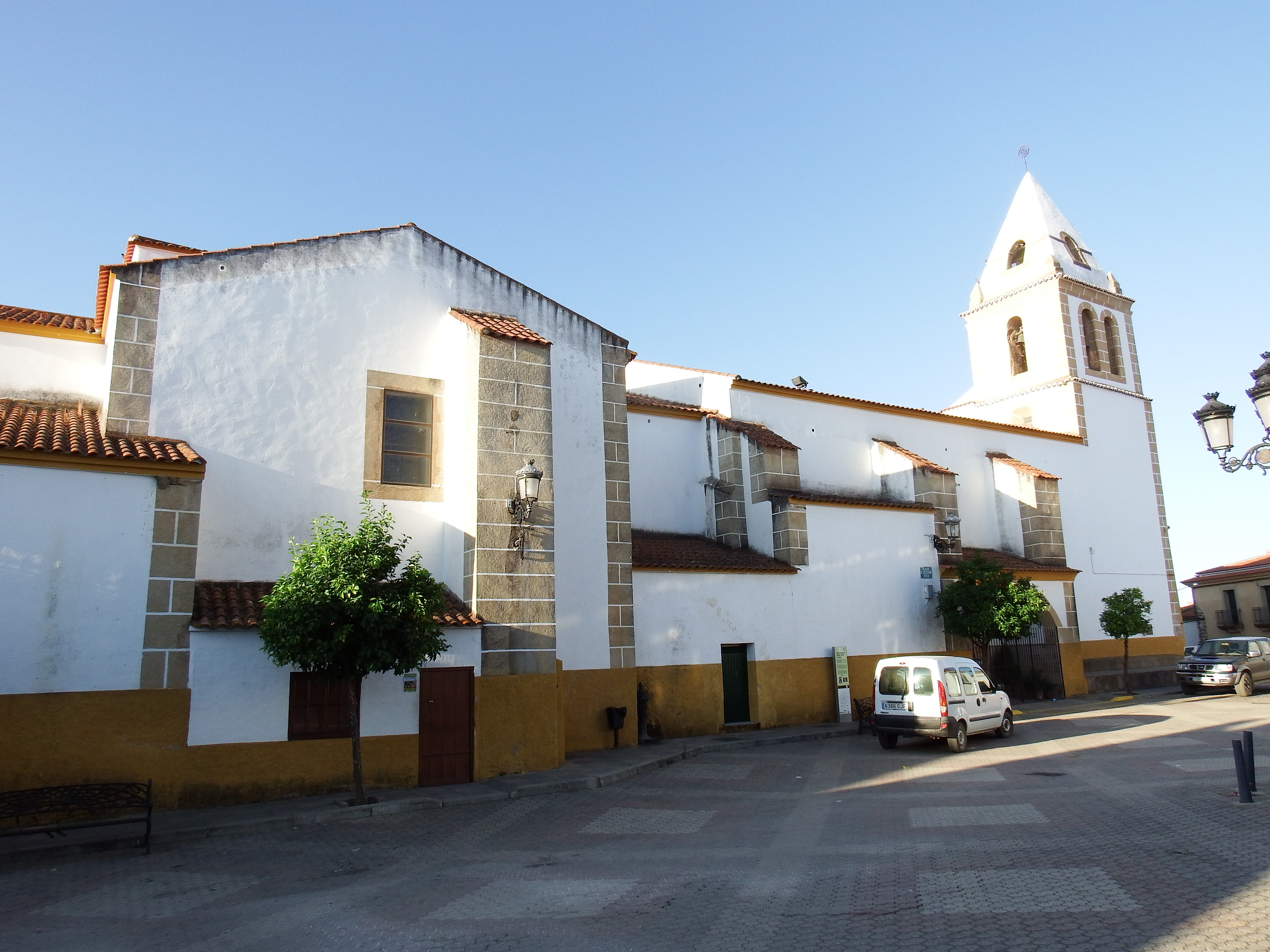
Kirche Maria Gnade
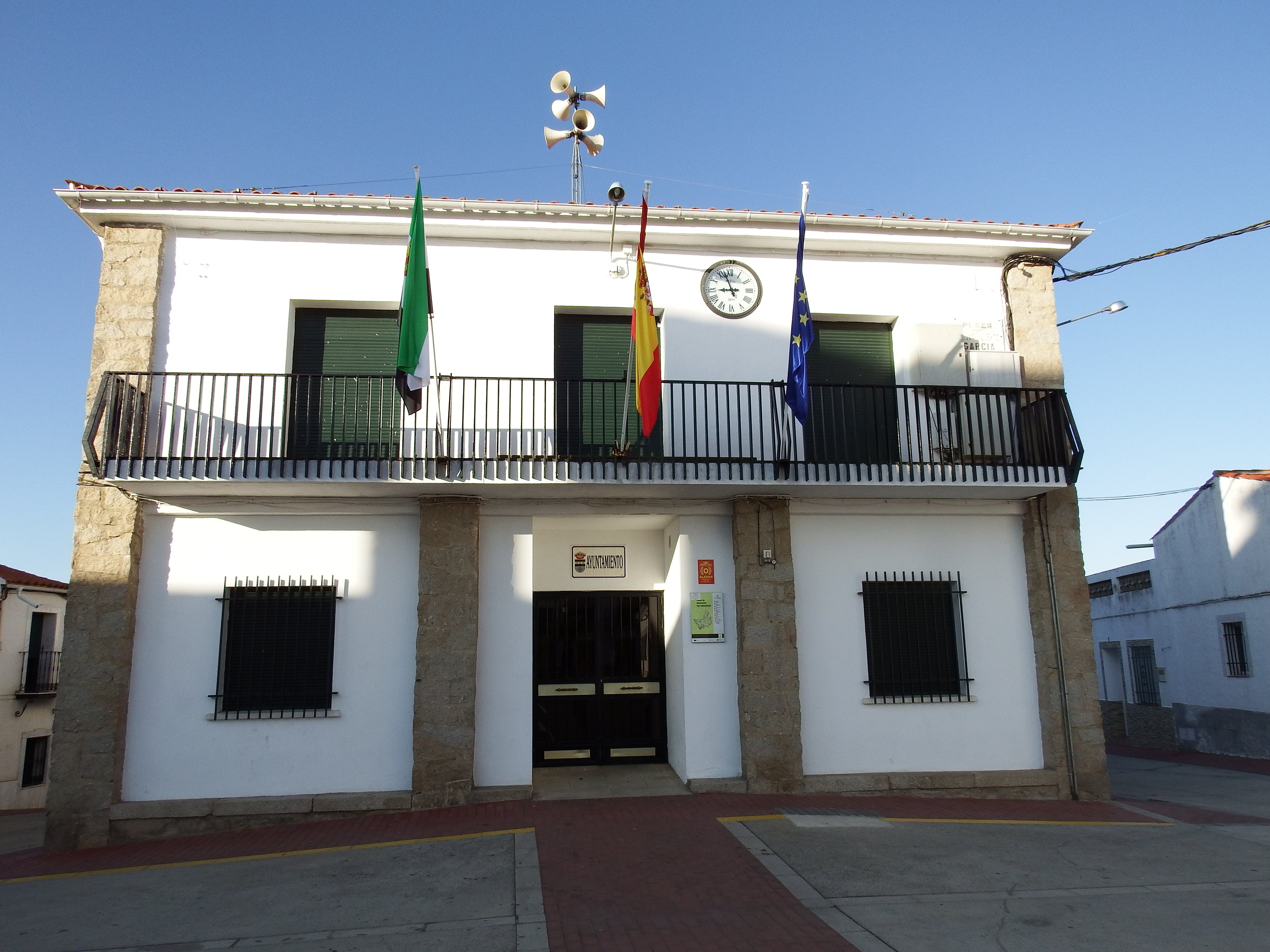
Barnabaskapelle

- Kirche Maria Gnade
- Rathaus